# Valérie Rossi (femme politique monégasque)
Ne doit pas être confondu avec Valérie Rossi (femme politique française).
Pour les articles homonymes, voir Rossi.
Valérie Rossi (1967) est une femme politique monégasque.

## Biographie
Née le 1er septembre 1967 à Monaco, Valérie Rossi est orthodontiste.
Elle est élue au Conseil national en 2013.